# Pavel Jajtner
Pavel Jajtner (* 31. prosince 1947 Havlíčkův Brod) je český lidovecký politik a diplomat, po sametové revoluci československý poslanec Sněmovny národů Federálního shromáždění, od 90. let velvyslanec ČR v Rakousku, Maroku a velvyslanec u Svatého stolce.

## Biografie
Jeho rodina byla pronásledována komunistickým režimem a on se tak v roce 1965 se musel nejprve vyučit elektromontérem. V roce 1967 získal maturitu na SVVŠ v Žďáru nad Sázavou. V roce 1972 absolvoval Elektrotechnickou fakultu Vysokého učení technického v Brně, kde pak ještě 1977 dokončil postgraduální studium v oboru teorie programování. Pracoval pak v 70. letech v podniku Tesla Pardubice jako konstruktér a zkušební technik. V letech 1976–1989 byl zaměstnán v podniku ŽĎAS (Žďárské strojírny a slévárny ve Žďáru nad Sázavou) jako referent odbytu, později coby revizní technik.
Do Československé strany lidové vstoupil roku 1987. Po sametové revoluci se začal politicky angažovat. Patřil mezi zakládající členy Občanského fóra v Přibyslavi. V letech 1989–1990 byl prvním porevolučním předsedou odborové organizace v podniku ŽĎAS. V roce 1990 se stal prvním svobodně zvoleným starostou Přibyslavi a v letech 1990–1992 působil jako přednosta Okresního úřadu v Havlíčkově Brodu. Ve volbách roku 1992 byl zvolen za KDU-ČSL do české části Sněmovny národů (volební obvod Východočeský kraj). Ve Federálním shromáždění setrval do zániku Československa v prosinci 1992. Zastával post místopředsedy Federálního shromáždění.
Po zániku ČSFR vstoupil do diplomatických služeb. V letech 1993–1998 byl prvním velvyslancem České republiky v Rakousku a od roku 1999 do února 2002 velvyslancem v Maroku. V roce 2003 se stal českým velvyslancem u Svatého stolce, při Suverénním řádu maltézských rytířů a v Republice San Marino. Na tomto postu setrval do roku 2008. Ve volbách v červnu 2004 neúspěšně kandidoval za lidovce do Evropského parlamentu.
Mluví německy, francouzsky, anglicky, rusky a italsky, zvládá základy arabštiny. V roce 2010 se uvádí jako předseda Evropské federace katolického vzdělávání dospělých.

## Dílo
- Zajisté, Excelence!, Karmelitánské nakladatelství, Kostelní Vydří 2007, ISBN 978-80-7192-986-4